# DHB-Pokal 2015/16
Der DHB-Pokal 2015/16 war die 42. Austragung des Handballpokalwettbewerbs der Herren. Ab der Saison 2015/16 wurde er erstmals in einem neuen Modus ausgespielt, in dem es nur noch eine Runde vor dem Achtelfinale gibt. In der 1. Runde maßen sich 64 Teams in 16 Turnieren im „Final-Four-Modus“.

## Hauptrunden

### 1. Runde
An der Auslosung der 1. Runde am 23. Juni 2015 nahmen erstmals 64 Mannschaften aus Profi- und Amateurligen teil. Die ersten 16 Mannschaften der Bundesligisten, die in der Saison 2014/15 die Plätze 1 bis 16 belegten, befanden sich im 1. Lostopf. Die ersten 16 Mannschaften der Zweitligisten, die in der Saison 2014/15 die Plätze 1 bis 16 belegen, befanden sich im 2. Lostopf. Im 3. Lostopf befanden sich 3 Erst- und Zweitligisten (je Platz 17–19), sowie die Erst- und Zweitplatzierten jeder Drittligastaffel. Des Weiteren die beiden Finalisten des vorherigen Amateurpokals. Im 4. Lostopf befanden sich die Dritt- bis Sechstplatzierten jeder Drittligastaffel. Zweite Mannschaften durften nicht am DHB-Pokal teilnehmen. Die Spiele der 1. Runde, in der die Vereine nach geographischen Gesichtspunkten in eine Nord- und eine Südstaffel eingeteilt wurden, fanden am 15/16. August 2015 statt. Die Zweitligisten in Lostopf 2 hatten das Anrecht das Turnier auszurichten. Sollten diese es nicht können, fiel das Recht an die in Lostopf 3 befindliche Mannschaft, dann an die aus Lostopf 4 und sollten auch diese der Verpflichtung nicht nachkommen können, ging die Ausrichtung an die Bundesligisten im Lostopf 1.
Für die 1. Runde waren folgende Mannschaften qualifiziert:
| Lostopf 1 | Lostopf 2 | Lostopf 3 | Lostopf 4 |
| Nord: - THW Kiel - SG Flensburg-Handewitt - SC Magdeburg - Füchse Berlin - HSV Hamburg - TuS N-Lübbecke - TSV Hannover-Burgdorf - GWD Minden Süd: - Rhein-Neckar Löwen - Frisch Auf Göppingen - MT Melsungen - HSG Wetzlar - VfL Gummersbach - HBW Balingen-Weilstetten - Bergischer HC - TBV Lemgo | Nord: - SC DHfK Leipzig - HSG Nordhorn-Lingen - ASV Hamm-Westfalen - TV Emsdetten - VfL Bad Schwartau - HC Empor Rostock - SV Henstedt-Ulzburg - TUSEM Essen Süd: - ThSV Eisenach - TVB 1898 Stuttgart - DJK Rimpar Wölfe - EHV Aue - HSC 2000 Coburg - TV 1893 Neuhausen - TSV Bayer Dormagen - HG Saarlouis | Nord: - Eintracht Hildesheim - Wilhelmshavener HV - HF Springe - TuS Ferndorf - VfL Eintracht Hagen - HC Elbflorenz - SG LVB Leipzig - DHK Flensborg Süd: - TSG Friesenheim - HC Erlangen - SG BBM Bietigheim - TV Großwallstadt - TV 05/07 Hüttenberg - SG Leutershausen - SG Nußloch - SG Kleenheim | Nord: - TSV Altenholz - Oranienburger HC - 1. VfL Potsdam - VfL Fredenbeck - HSV Hannover - Dessau-Rosslauer HV - HSG Krefeld - TV Korschenbroich Süd: - TV Hochdorf - HSG Konstanz - TSB Heilbronn-Horkheim - SV Salamander Kornwestheim - TV Kirchzell - HSG Rodgau Nieder-Roden - SV 64 Zweibrücken - Leichlinger TV |

#### Nord
Das Turnier wurde am 15./16. August 2015 in der Arena Leipzig, Leipzig ausgetragen.
| Datum, Uhrzeit           | Heimmannschaft       |   | Gastmannschaft       | Ergebnis      |
| ------------------------ | -------------------- | - | -------------------- | ------------- |
| 15. Aug. 2015, 16:30 Uhr | Füchse Berlin (1L)   | – | SG LVB Leipzig (3L)  | 39:25 (18:9)  |
| 15. Aug. 2015, 19:00 Uhr | SC DHfK Leipzig (1L) | – | TSV Altenholz (3L)   | 29:18 (12:9)  |
| 16. Aug. 2015, 15:00 Uhr | Füchse Berlin (1L)   | – | SC DHfK Leipzig (1L) | 26:24 (13:13) |

Das Turnier wurde am 15./16. August 2015 in dem Sportpark Am Hallo, Essen ausgetragen.
| Datum, Uhrzeit           | Heimmannschaft   |   | Gastmannschaft      | Ergebnis      |
| ------------------------ | ---------------- | - | ------------------- | ------------- |
| 15. Aug. 2015, 16:30 Uhr | TUSEM Essen (2L) | – | DHK Flensborg (3L)  | 34:25 (16:11) |
| 15. Aug. 2015, 19:00 Uhr | THW Kiel (1L)    | – | VfL Fredenbeck (3L) | 39:18 (16:6)  |
| 16. Aug. 2015, 16:00 Uhr | TUSEM Essen (2L) | – | THW Kiel (1L)       | 22:25 (11:15) |

Das Turnier wurde am 15./16. August 2015 in der OSPA Arena, Rostock ausgetragen.
| Datum, Uhrzeit           | Heimmannschaft        |   | Gastmannschaft      | Ergebnis      |
| ------------------------ | --------------------- | - | ------------------- | ------------- |
| 15. Aug. 2015, 15:00 Uhr | HC Empor Rostock (2L) | – | HSG Krefeld (3L)    | 25:24 (9:11)  |
| 15. Aug. 2015, 17:30 Uhr | HC Elbflorenz (3L)    | – | TuS N-Lübbecke (1L) | 24:30 (10:17) |
| 16. Aug. 2015, 16:30 Uhr | HC Empor Rostock (2L) | – | TuS N-Lübbecke (1L) | 21:26 (8:14)  |

Das Turnier wurde am 15./16. August 2015 in der Westpress Arena, Hamm ausgetragen.
| Datum, Uhrzeit           | Heimmannschaft          |   | Gastmannschaft          | Ergebnis      |
| ------------------------ | ----------------------- | - | ----------------------- | ------------- |
| 15. Aug. 2015, 15:30 Uhr | 1. VfL Potsdam (3L)     | – | GWD Minden (2L)         | 20:41 (8:21)  |
| 15. Aug. 2015, 18:00 Uhr | ASV Hamm-Westfalen (2L) | – | Wilhelmshavener HV (2L) | 26:24 (13:12) |
| 16. Aug. 2015, 17:00 Uhr | GWD Minden (2L)         | – | ASV Hamm-Westfalen (2L) | 21:16 (11:9)  |

Das Turnier wurde am 15./16. August 2015 in der Ems-Halle, Emsdetten ausgetragen.
| Datum, Uhrzeit           | Heimmannschaft              |   | Gastmannschaft              | Ergebnis                   |
| ------------------------ | --------------------------- | - | --------------------------- | -------------------------- |
| 15. Aug. 2015, 15:00 Uhr | HF Springe (2L)             | – | TV Emsdetten (2L)           | 33:34 n. V. (14:18, 28:28) |
| 15. Aug. 2015, 18:30 Uhr | SG Flensburg-Handewitt (1L) | – | TV Korschenbroich (3L)      | 33:14 (13:5)               |
| 16. Aug. 2015, 15:00 Uhr | TV Emsdetten (2L)           | – | SG Flensburg-Handewitt (1L) | 19:41 (9:20)               |

Das Turnier wurde am 15./16. August 2015 in der Emslandarena, Lingen (Ems) ausgetragen.
| Datum, Uhrzeit           | Heimmannschaft           |   | Gastmannschaft           | Ergebnis                   |
| ------------------------ | ------------------------ | - | ------------------------ | -------------------------- |
| 15. Aug. 2015, 16:30 Uhr | HSV Hannover (3L)        | – | HSG Nordhorn-Lingen (2L) | 24:37 (14:16)              |
| 15. Aug. 2015, 19:00 Uhr | HSV Handball (1L)        | – | TuS Ferndorf (2L)        | 34:23 (14:11)              |
| 16. Aug. 2015, 17:00 Uhr | HSG Nordhorn-Lingen (2L) | – | HSV Handball (1L)        | 30:29 n. V. (11:13, 25:25) |

Das Turnier wurde am 15./16. August 2015 ausgetragen. Der VfL Bad Schwartau hatte sein Austragungsrecht abgegeben. Eintracht Hildesheim trug das Turnier in der Sparkassen-Arena in Hildesheim aus.
| Datum, Uhrzeit           | Heimmannschaft             |   | Gastmannschaft            | Ergebnis      |
| ------------------------ | -------------------------- | - | ------------------------- | ------------- |
| 15. Aug. 2015, 16:00 Uhr | TSV Hannover-Burgdorf (1L) | – | VfL Bad Schwartau (2L)    | 30:28 (13:13) |
| 15. Aug. 2015, 18:30 Uhr | Dessau-Roßlauer HV (3L)    | – | Eintracht Hildesheim (3L) | 23:37 (14:17) |
| 16. Aug. 2015, 17:00 Uhr | TSV Hannover-Burgdorf (1L) | – | Eintracht Hildesheim (3L) | 31:16 (17:8)  |

Das Turnier wurde am 15./16. August 2015 ausgetragen. Der SV Henstedt-Ulzburg hatte sein Austragungsrecht abgegeben. VfL Eintracht Hagen führte das Turnier in der Ischeland-Halle in Hagen durch.
| Datum, Uhrzeit           | Heimmannschaft           |   | Gastmannschaft           | Ergebnis      |
| ------------------------ | ------------------------ | - | ------------------------ | ------------- |
| 15. Aug. 2015, 18:00 Uhr | Oranienburger HC (3L)    | – | VfL Eintracht Hagen (2L) | 32:33 (17:18) |
| 15. Aug. 2015, 20:30 Uhr | SV Henstedt-Ulzburg (2L) | – | SC Magdeburg (1L)        | 23:38 (12:15) |
| 16. Aug. 2015, 16:00 Uhr | VfL Eintracht Hagen (2L) | – | SC Magdeburg (1L)        | 32:39 (18:21) |

#### Süd
Das Turnier wurde am 15./16. August 2015 in der Erzgebirgshalle, Lößnitz ausgetragen.
| Datum, Uhrzeit           | Heimmannschaft |   | Gastmannschaft         | Ergebnis      |
| ------------------------ | -------------- | - | ---------------------- | ------------- |
| 15. Aug. 2015, 15:00 Uhr | TBV Lemgo (1L) | – | SG Leutershausen (3L)  | 41:26 (20:13) |
| 15. Aug. 2015, 17:30 Uhr | EHV Aue (2L)   | – | SV 64 Zweibrücken (3L) | 35:22 (17:10) |
| 16. Aug. 2015, 17:00 Uhr | TBV Lemgo (1L) | – | EHV Aue (2L)           | 24:30 (17:14) |

Das Turnier wurde am 15./16. August 2015 in der Werner-Aßmann-Halle, Eisenach ausgetragen.
| Datum, Uhrzeit           | Heimmannschaft              |   | Gastmannschaft        | Ergebnis     |
| ------------------------ | --------------------------- | - | --------------------- | ------------ |
| 15. Aug. 2015, 17:30 Uhr | TSB Heilbronn-Horkheim (3L) | – | TV Großwallstadt (3L) | 30:24 (15:9) |
| 15. Aug. 2015, 20:00 Uhr | MT Melsungen (1L)           | – | ThSV Eisenach (1L)    | 30:18 (16:6) |
| 16. Aug. 2015, 17:00 Uhr | TSB Heilbronn-Horkheim (3L) | – | MT Melsungen (1L)     | 21:35 (6:16) |

Das Turnier wurde am 15./16. August 2015 in der HUK-Coburg arena, Coburg ausgetragen.
| Datum, Uhrzeit           | Heimmannschaft       |   | Gastmannschaft       | Ergebnis      |
| ------------------------ | -------------------- | - | -------------------- | ------------- |
| 15. Aug. 2015, 17:00 Uhr | SG Kleenheim (OL)    | – | HSG Wetzlar (1L)     | 18:43 (9:20)  |
| 15. Aug. 2015, 19:30 Uhr | HSC 2000 Coburg (2L) | – | HSG Konstanz (3L)    | 25:24 (12:10) |
| 16. Aug. 2015, 17:00 Uhr | HSG Wetzlar (1L)     | – | HSC 2000 Coburg (2L) | 25:26 (14:14) |

Das Turnier wurde am 15./16. August 2015 ausgetragen. Der TSV Bayer Dormagen hatte sein Austragungsrecht abgegeben. SG Nußloch führte das Turnier in der Olympiahalle in Nußloch durch.
| Datum, Uhrzeit           | Heimmannschaft                |   | Gastmannschaft                | Ergebnis      |
| ------------------------ | ----------------------------- | - | ----------------------------- | ------------- |
| 15. Aug. 2015, 17:00 Uhr | TV Kirchzell (3L)             | – | TSV Bayer Dormagen (2L)       | 24:35 (12:16) |
| 15. Aug. 2015, 19:30 Uhr | HBW Balingen-Weilstetten (1L) | – | SG Nußloch (3L)               | 38:22 (17:11) |
| 16. Aug. 2015, 14:00 Uhr | TSV Bayer Dormagen (2L)       | – | HBW Balingen-Weilstetten (1L) | 25:28 (12:14) |

Das Turnier wurde am 15./16. August 2015 in der Halle Am Stadtgarten, Saarlouis ausgetragen.
| Datum, Uhrzeit           | Heimmannschaft       |   | Gastmannschaft       | Ergebnis                   |
| ------------------------ | -------------------- | - | -------------------- | -------------------------- |
| 15. Aug. 2015, 17:00 Uhr | Leichlinger TV (3L)  | – | HG Saarlouis (2L)    | 35:39 n. V. (16:14, 32:32) |
| 15. Aug. 2015, 19:30 Uhr | VfL Gummersbach (1L) | – | HC Erlangen (2L)     | 24:18 (10:10)              |
| 16. Aug. 2015, 17:00 Uhr | HG Saarlouis (2L)    | – | VfL Gummersbach (1L) | 23:31 (11:16)              |

Das Turnier wurde am 15./16. August 2015 ausgetragen. Der TVB 1898 Stuttgart hatte sein Austragungsrecht abgegeben. SV Salamander Kornwestheim führte das Turnier in der Sporthalle Ost in Kornwestheim durch.
| Datum, Uhrzeit           | Heimmannschaft          |   | Gastmannschaft                  | Ergebnis      |
| ------------------------ | ----------------------- | - | ------------------------------- | ------------- |
| 15. Aug. 2015, 15:30 Uhr | TSG Friesenheim (2L)    | – | SV Salamander Kornwestheim (3L) | 32:19 (18:10) |
| 15. Aug. 2015, 18:00 Uhr | TVB 1898 Stuttgart (1L) | – | Rhein-Neckar Löwen (1L)         | 18:27 (8:14)  |
| 16. Aug. 2015, 15:00 Uhr | TSG Friesenheim (2L)    | – | Rhein-Neckar Löwen (1L)         | 17:30 (9:15)  |

Das Turnier wurde am 15./16. August ausgetragen. Der TV Neuhausen hatte sein Austragungsrecht abgegeben. Da auch der TV Hüttenberg und der HSG Rodgau Nieder-Roden ihr Austragungsrecht abgaben, führte der Bergische HC das Turnier in der Klingenhalle in Solingen durch.
| Datum, Uhrzeit           | Heimmannschaft               |   | Gastmannschaft           | Ergebnis      |
| ------------------------ | ---------------------------- | - | ------------------------ | ------------- |
| 15. Aug. 2015, 15:00 Uhr | TV 1893 Neuhausen (2L)       | – | Bergischer HC (1L)       | 17:28 (8:12)  |
| 15. Aug. 2015, 17:30 Uhr | HSG Rodgau Nieder-Roden (3L) | – | TV 05/07 Hüttenberg (3L) | 20:24 (7:12)  |
| 16. Aug. 2015, 15:00 Uhr | Bergischer HC (1L)           | – | TV 05/07 Hüttenberg (3L) | 26:21 (11:11) |

Das Turnier wurde am 15./16. August 2015 in der Dreifachhalle, Rimpar ausgetragen.
| Datum, Uhrzeit           | Heimmannschaft         |   | Gastmannschaft            | Ergebnis      |
| ------------------------ | ---------------------- | - | ------------------------- | ------------- |
| 15. Aug. 2015, 17:30 Uhr | SG BBM Bietigheim (2L) | – | TV Hochdorf (3L)          | 36:26 (16:14) |
| 15. Aug. 2015, 20:00 Uhr | DJK Rimpar Wölfe (2L)  | – | Frisch Auf Göppingen (1L) | 18:28 (10:12) |
| 16. Aug. 2015, 15:00 Uhr | SG BBM Bietigheim (2L) | – | Frisch Auf Göppingen (1L) | 25:31 (12:15) |

### Achtelfinale
Die Auslosung der Achtelfinalspiele fand am 6. September 2015 statt. Die Partien des Achtelfinals wurden am 27./28. Oktober 2015 ausgetragen. Die Ligen der Teams entsprechen der Saison 2015/16. Folgende Mannschaften sind qualifiziert:
| Bundesliga | 2. Bundesliga                                                  |
| - THW Kiel - Rhein-Neckar Löwen - SG Flensburg-Handewitt - SC Magdeburg - Frisch Auf Göppingen - MT Melsungen - Füchse Berlin - VfL Gummersbach - HBW Balingen-Weilstetten - TuS N-Lübbecke - TSV Hannover-Burgdorf - Bergischer HC | - GWD Minden - HSG Nordhorn-Lingen - EHV Aue - HSC 2000 Coburg |

| Datum, Uhrzeit           | Heimmannschaft                |   | Gastmannschaft              | Ergebnis      |
| ------------------------ | ----------------------------- | - | --------------------------- | ------------- |
| 27. Okt. 2015, 19:30 Uhr | HBW Balingen-Weilstetten (1L) | – | Frisch Auf Göppingen (1L)   | 25:29 (13:15) |
| 28. Okt. 2015, 19:00 Uhr | Rhein-Neckar Löwen (1L)       | – | Füchse Berlin (1L)          | 29:23 (16:13) |
| 28. Okt. 2015, 19:00 Uhr | EHV Aue (2L)                  | – | GWD Minden (2L)             | 22:28 (13:12) |
| 28. Okt. 2015, 19:00 Uhr | TSV Hannover-Burgdorf (1L)    | – | MT Melsungen (1L)           | 22:28 (11:15) |
| 28. Okt. 2015, 19:00 Uhr | TuS N-Lübbecke (1L)           | – | SC Magdeburg (1L)           | 34:39 (15:20) |
| 28. Okt. 2015, 19:00 Uhr | VfL Gummersbach (1L)          | – | SG Flensburg-Handewitt (1L) | 19:36 (9:18)  |
| 28. Okt. 2015, 19:30 Uhr | HSG Nordhorn-Lingen (2L)      | – | Bergischer HC (1L)          | 19:24 (7:11)  |
| 28. Okt. 2015, 20:30 Uhr | HSC 2000 Coburg (2L)          | – | THW Kiel (1L)               | 23:27 (9:16)  |

### Viertelfinale
Die Auslosung der Viertelfinalspiele fand am 1. November 2015 statt. Die Partien des Viertelfinals wurden am 16. Dezember 2015 ausgetragen. Die Ligen der Teams entsprechen der Saison 2015/16. Folgende Mannschaften waren qualifiziert:
| Bundesliga | 2. Bundesliga |
| - THW Kiel - SG Flensburg-Handewitt - Frisch Auf Göppingen - Rhein-Neckar Löwen - SC Magdeburg - MT Melsungen - Bergischer HC | - GWD Minden  |

| Datum, Uhrzeit           | Heimmannschaft          |   | Gastmannschaft              | Ergebnis        |
| ------------------------ | ----------------------- | - | --------------------------- | --------------- |
| 16. Dez. 2015, 19:00 Uhr | Rhein-Neckar Löwen (1L) | – | MT Melsungen (1L)           | 22:21 a (15:11) |
| 16. Dez. 2015, 19:00 Uhr | SC Magdeburg (1L)       | – | Frisch Auf Göppingen (1L)   | 29:25 (15:13)   |
| 16. Dez. 2015, 19:00 Uhr | THW Kiel (1L)           | – | SG Flensburg-Handewitt (1L) | 27:34 (15:18)   |
| 16. Dez. 2015, 20:15 Uhr | Bergischer HC (1L)      | – | GWD Minden (2L)             | 24:23 (13:14)   |

Wiederholungsspiel
| Datum, Uhrzeit           | Heimmannschaft          |   | Gastmannschaft    | Ergebnis      |
| ------------------------ | ----------------------- | - | ----------------- | ------------- |
| 24. Feb. 2016, 19:00 Uhr | Rhein-Neckar Löwen (1L) | – | MT Melsungen (1L) | 26:23 (12:11) |

## Final Four
Die Endrunde, das Final Four, fand in der Barclaycard Arena in Hamburg am 30. April und 1. Mai 2016 statt. Folgende Mannschaften waren qualifiziert:
| Bundesliga                                                                   |
| - SG Flensburg-Handewitt - SC Magdeburg - Bergischer HC - Rhein-Neckar Löwen |

### Halbfinale
Die Auslosung der Halbfinals fand am  26. Februar 2016 statt. Die Spiele der Halbfinals fanden am 30. April 2016 statt. Der Gewinner jeder Partie zog in das Finale des DHB-Pokals 2016 ein.
| Datum, Uhrzeit           | Heimmannschaft     |   | Gastmannschaft         | Ergebnis                          |
| ------------------------ | ------------------ | - | ---------------------- | --------------------------------- |
| 30. Apr. 2016, 15.00 Uhr | Rhein-Neckar Löwen | – | SG Flensburg-Handewitt | 30:31 n. V. (28:27, 26:26, 12:14) |
| 30. Apr. 2016, 17.45 Uhr | Bergischer HC      | – | SC Magdeburg           | 33:36 n. V. (32:33, 29:29, 15:14) |

1. Halbfinale

Rhein-Neckar Löwen: Appelgren, Ristovski – Schmid (2), Gensheimer (11/8) , Kneer  , Baena (1) , Mensah Larsen (3) , Pekeler (2)  , Patrick Groetzki (3), Reinkind, Guardiola, Petersson (4)  , Ekdahl Du Rietz (4)
SG Flensburg-Handewitt: Andersson, Møller – Karlsson, Eggert (4/3), Glandorf (5), Mogensen (5), Svan (2) , Wanne, Jakobsson (4), Toft Hansen (1) , Gottfridsson  , Lauge Schmidt (5)  , Mahé (4), Kozina (1)  
Schiedsrichter: Lars Geipel & Marcus Helbig
2. Halbfinale

Bergischer HC: Gústavsson, Rudeck – Preuss (2)  , Hoße (3), Gunnarsson (3/1), Nippes (7), Majdziński, Oelze (2), A. Hermann (3) , Weiß (4)  , Fabian Gutbrod (5), Szilágyi (4), Jonovski  
SC Magdeburg: Green Krejberg, Quenstedt – Musa, Musche, van Olphen, Bagersted (1), Grafenhorst (6), Haaß  , Bezjak (3), Weber (12/3), Schöngarth, Damgaard (8), Zelenović (5)  , Lemke (1) 
Schiedsrichter: Nils Blümel & Jörg Loppaschewski

### Finale
Das Finale fand am 1. Mai 2016 statt. Der Gewinner der Partie war der Sieger des DHB-Pokals 2016.
| Datum, Uhrzeit         | Heimmannschaft         |   | Gastmannschaft | Ergebnis      |
| ---------------------- | ---------------------- | - | -------------- | ------------- |
| 1. Mai 2016, 15:00 Uhr | SG Flensburg-Handewitt | – | SC Magdeburg   | 30:32 (12:14) |

SG Flensburg-Handewitt: Andersson, Møller – Karlsson  ,  Eggert (3/1) , Glandorf (1), Mogensen (5) , Svan (2) , Đorđić, Jakobsson, Toft Hansen (2), Gottfridsson (6), Mahé (7/3) , Radivojević (3/2), Kozina (1)
SC Magdeburg:  Green Krejberg, Quenstedt – Musa (4)  , Musche (5)  , van Olphen , Bagersted, Grafenhorst , Haaß, Bezjak (2)  , Weber (10/5), Schöngarth, Damgaard (9), Zelenović (1) , Lemke (1)
Schiedsrichter: Andreas Pritschow & Marcus Pritschow